# Giuseppe Bertolucci
Giuseppe Bertolucci (Parma, 27 febbraio 1947 – Tricase, 16 giugno 2012) è stato un regista e sceneggiatore italiano.

## Biografia
Figlio del poeta Attilio e fratello minore del noto regista Bernardo, mosse i primi passi nel mondo del cinema facendo da aiuto del fratello nel film Strategia del ragno (1970) per esordire l'anno dopo come regista nel mediometraggio documentario I poveri muoiono prima, seguito dal film per la televisione Andare e venire (1972). Nel 1975, assieme al fratello Bernardo e a Franco Arcalli, scrisse la sceneggiatura di Novecento. Nello stesso anno scrisse il monologo teatrale Cioni Mario di Gaspare fu Giulia per Roberto Benigni, da cui fu tratto il film del 1977 Berlinguer ti voglio bene. Lavorò alle sceneggiature di La luna di Bernardo Bertolucci, Tu mi turbi di Benigni, Non ci resta che piangere di Benigni e Massimo Troisi.
Nel 1980 il Partito Comunista Italiano, di cui egli era simpatizzante, gli commissionò un'inchiesta interna: ne nacque il documentario Panni sporchi. Nel 1984 girò Segreti segreti, con un grande cast femminile; nel 1988 dirige Diego Abatantuono, Paolo Rossi e Laura Betti ne I cammelli. Nel 1994 fu la volta del film Troppo sole, con Sabina Guzzanti. Del 1999 è Il dolce rumore della vita, del 2001 L'amore probabilmente. Per molti anni fu presidente della Cineteca di Bologna. Nel 2001 curò la regia di La traviata di Giuseppe Verdi al Teatro Regio di Parma, ripresa dalla Rai.
Giuseppe Bertolucci, che aveva girato a lungo la Puglia, acquistò una casa nel centro storico di Diso, nel Salento, dove finì per trasferirsi. Malato, per problemi respiratori fu portato nel vicino ospedale di Tricase (Lecce) dove morì il 16 giugno 2012 all'età di 65 anni. La camera ardente fu allestita dall'amministrazione comunale di Diso nell'ex convento dei Cappuccini, alla presenza del fratello del regista, Bernardo, e di Roberto Benigni, suo grande amico.

## Filmografia

### Regista

#### Cinema
- Berlinguer ti voglio bene (1977)
- Oggetti smarriti (1980)
- Segreti segreti (1984)
- Strana la vita (1987)
- I cammelli (1988)
- Amori in corso (1989)
- La domenica specialmente, episodio del film La domenica specialmente (1991)
- Troppo sole (1994)
- Tino e Tano – cortometraggio (1996)
- Il dolce rumore della vita (1999)
- L'amore probabilmente (2001)

#### Documentari
- I poveri muoiono prima, co-regia con Franco Arcalli, Bernardo Bertolucci, Lorenzo Magnolia, Giorgio Pelloni, Mimmo Rafele, Marlisa Trombetta (1971)
- Abicinema (1975)
- Se non è ancora la felicità (1976)
- Panni sporchi (1980)
- Tuttobenigni (1983)
- L'addio a Enrico Berlinguer (1984)
- Bologna, episodio del film 12 registi per 12 città (1989)
- Il Correggio ritrovato (1991)
- In cerca di Montale (1996)
- Come un cieco tra i mobili di casa (1999)
- Ragioni politiche - Incontro con Vittorio Foa (2000)
- Segni particolari (2003)
- Il cinema ritrovato - Istruzioni per l'uso (2004)
- Pasolini prossimo nostro (2006)
- La rabbia di Pasolini (2008)

#### Attore
- Strategia del ragno, regia di Bernardo Bertolucci (1970)
- Bertolucci secondo il cinema, regia di Gianni Amelio (1976)
- Anch'io ero comunista, regia di Mimmo Calopresti (2011)

#### Sceneggiatore
- Novecento, regia di Bernardo Bertolucci (1976)
- La luna, regia di Bernardo Bertolucci (1979)
- Tu mi turbi, regia di Roberto Benigni (1982)
- Non ci resta che piangere, regia di Roberto Benigni e Massimo Troisi (1984)
- Il piccolo diavolo, regia di Roberto Benigni (1988)

### Televisione

#### Regista
- Andare e venire – film TV (1972)
- Vita da Cioni – serie TV (1978)
- Effetti personali, co-regia con Loris Mazzetti – film TV (1983)
- Quaderni di città – serie TV, episodio Il perché e il percome (1986)
- Il congedo del viaggiatore cerimonioso – film TV (1991)
- Una vita in gioco 2 – film TV (1992)
- Il pratone del Casilino - teleteatro (1995)
- Quer pasticciaccio brutto de via Merulana - teleteatro (1996)
- Ferdinando - teleteatro (1996)
- Alfabeto italiano – serie TV, episodio In cerca della poesia. Tracce e indizi (1999)
- Luparella - teleteatro (2002)
- Raccionepeccui - teleteatro (2005)
- Na specie de cadavere lunghissimo - teleteatro (2006)
- Un paese chiamato Po – documentario TV (2009)
- L'ingegner Gadda va alla guerra - teleteatro (2012)

## Teatro

### Regista
- Cioni Mario di Gaspare fu Giulia (1975)
- Raccionepeccui (1985)
- Il pratone del Casilino (1994)
- La Traviata, Parma (2001)
- Na specie de cadavere lunghissimo, di Fabrizio Gifuni, Pier Paolo Pasolini e Giorgio Somalvico (2004)
- Sguardi (2004)
- Ritratto del Novecento, di Edoardo Sanguineti, coregia con Luisa Grosso (2005)
- Good Body, di Eve Ensler, coregia con Luisa Grosso (2007)
- Treterzi, coregia con Luisa Grosso (2008)
- L'ingegner Gadda va alla guerra, di Fabrizio Gifuni (2010)

## Riconoscimenti
- Nastro d'argento
  - 1985 – Miglior soggetto per Segreti segreti

- Ciak d'oro
  - 1990 – Candidatura alla migliore sceneggiatura per Amori in corso

- Grolla d'oro
  - 1978 – Miglior regista esordiente per Berlinguer ti voglio bene